# Peter Arnold Poul Møller
Peter Arnold Poul Møller (1947-2006) hofjægermester, bestyrelsesformand i A/S Morsø Jernstøberi, godsejer på Kattrup.
Han er søn af sekretariatschef Mogens Poul Møller (1909-1999) og Sally Mc-Kinney Møller (1912-1989). Barnebarn til skibsreder A.P. Møller.
Den 1. januar 2005 blev han udnævnt til hofjægermester.
Hans søn Peter Anders Møller overtog Kattrup Gods efter faderens død.